# Manhattan (Verlag)
Der Manhattan Verlag ist ein deutschsprachiger Hardcover-Verlag der Verlagsgruppe Random House.

## Geschichte
Die Anfänge des Verlags gehen auf die großformatige Manhattan Taschenbuch-Reihe des Goldmann Verlags zurück, die 1997 verlegt wurde.
Im Frühjahr 2000 entstand daraus der Manhattan Verlag, der wiederum nur gebundene Bücher auf den Markt bringt.
Bei Goldmann erscheinen weiterhin monatlich Taschenbücher unter dem Label Goldmann-MANHATTAN.

## Autoren
Im Manhattan Verlag erscheinen unter anderen Bücher folgender Autoren:
- Thea Dorn
- Janet Evanovich
- Wladimir Kaminer
- Chuck Palahniuk
- Terry Pratchett
- Ian Rankin
- Lemony Snicket
- Colin Cotterill[2]